# Valdiviella brodskyi
Valdiviella brodskyi är en kräftdjursart som beskrevs av L.V. Zvereva 1975. Valdiviella brodskyi ingår i släktet Valdiviella och familjen Aetideidae. Inga underarter finns listade i Catalogue of Life.